# ديتريش هيك
ديتريش هيك (مواليد 13 فبراير 1935) هو مبارز بالسيف ألماني، مثّل بلاده في الألعاب الأولمبية الصيفية 1964.

## روابط خارجية
ديتريش هيك على موقع أوليمبيديا (الإنجليزية)